# Capilla de Santa Marta (Jerez de la Frontera)
La capilla de Santa Marta es una capilla católica localizada en el histórico Barrio de San Mateo de Jerez de la Frontera, frente a la Iglesia de San Mateo.

## Sede

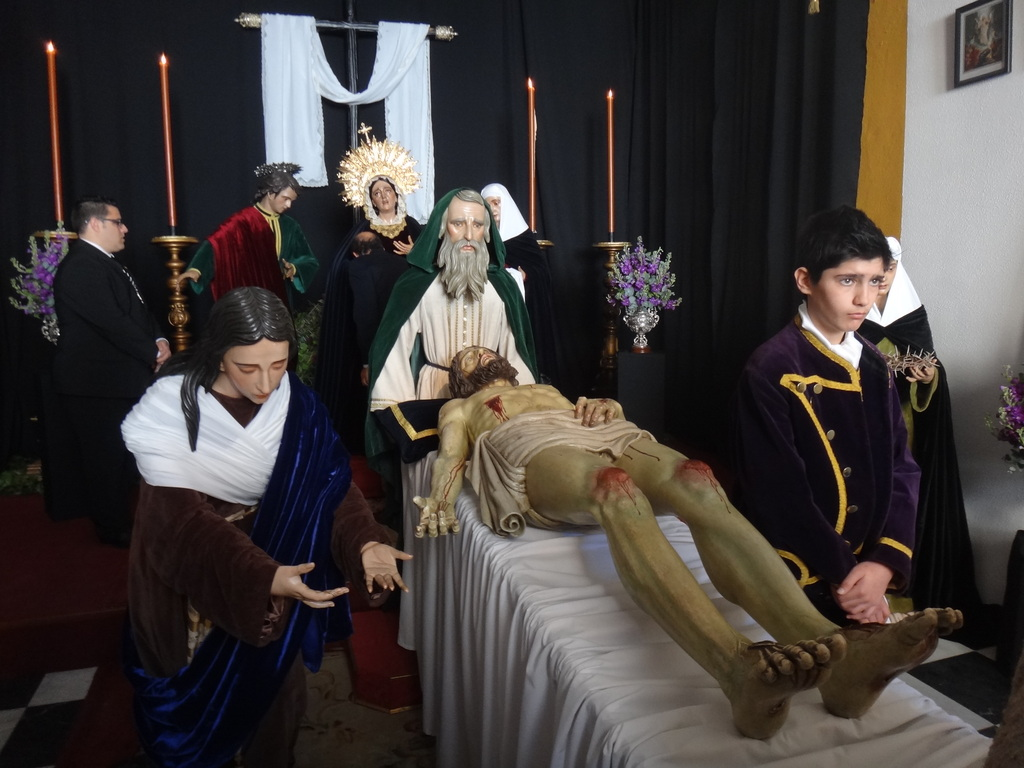
Interior de la Capilla con las imágenes del Paso de Misterio

La Capilla es sede de la Hermandad de Santa Marta (Jerez).